# Ulf Wahlberg
Ulf Wahlberg, född 11 april 1951 i Stockholm, är en svensk musikproducent, låtskrivare, musikarrangör, musikförläggare, musiker och musiklärare.
Wahlberg är keyboardist i gruppen Secret Service som under den första hälften av 1980-talet hade stora internationella framgångar med hits som "Oh Susie", "Ten O'Clock Postman" och "Flash In The Night". Secret Service låg som mest etta i 29 länder med "Oh Susie". I gruppen hade han även rollen som producent tillsammans med Ola Håkansson och Tim Norell. Den första gruppen han var med i var Rowing Gamblers i slutet av 1960-talet. På senare år har han också varit medlem i Thorsten Flincks band Flincka Fingrar och Revolutionsorkestern. Han spelar även keyboards i gruppen Last Autumn’s Dream. 
Han har också varit verksam som producent och haft stora framgångar med artister som Freestyle, Magnum Bonum, Docent Död, Reeperbahn, Monica Törnell, Susanne Alfvengren, Martin Svensson, Last Autumn's Dream, Thorsten Flinck med flera.   
Bland den musik han skrivit kan nämnas "Som stormen river öppet hav" med Susanne Alfvengren och Mikael Rickfors och "Fire Into Ice" med Secret Service. 
Wahlberg har också skrivit två musikläroböcker, Popkorn (tillsammans med Tim Norell, 1979) och Jukebox (med Norell och Björn Håkanson, 1982), vilka utgavs av Almqvist & Wiksell. Båda översattes till engelska och utgavs internationellt av Cambridge University Press.
År 1985 fick han en Grammis (fonogrampriset) som producent för Susanne Alfvengrens debutalbum Magneter.  Han driver sedan 1989 det egna bolaget XTC Productions AB som framgångsrikt lanserar svenska artister utomlands samt även den egna studion XTC Studios AB. Han är medlem i SKAP (Svenska Kompositörer Av Populärmusik).

## Filmmusik
- 1987 – En film om kärlek